# Hallo – Hotel Sacher … Portier!
Hallo – Hotel Sacher … Portier! ist eine aus 26 Folgen bestehende österreichische Fernsehserie, die 1973 (1. Staffel) und 1975 (2. Staffel) gesendet wurde.

## Handlung
Die Serie zeigt das Leben von Oswald Huber, der als Chefportier im Hotel Sacher arbeitet. In jeder Folge gibt es für ihn neue Geschichten mit den Hotelgästen zu erleben. Neben der Stammbesetzung mit unter anderem Fritz Eckhardt als Oswald Huber, Elfriede Ott als seine Schwester Resi und Ossy Kolmann als Maler Kerzl, treten oft Gaststars auf, zum Beispiel als Hotelgäste oder vorläufig eingestelltes Personal: Klausjürgen Wussow spielt in der Episode „Mein Freund Uwe“ einen Kellner und Erik Ode darin den Kommissar auf Urlaub. Das Drehbuch stammt von Fritz Eckhardt, Regie führte Hermann Kugelstadt.

## Episoden
| 1. Die Gipfelkonferenz 2. Opernball 3. Der Herr Baron 4. Fräulein Assmussen 5. Liebesg’schichten und Heiratssachen 6. Der Spieler 7. Damen und Sachertorten 8. Der Filmstar 9. Der Manager 10. Der Poldi 11. Die Liebe und das Geschäft 12. Die drei Väter der Romy Schröder 13. Hotel und Pension | 1. Der Installateur 2. Die Frau Kammersängerin 3. Alte Freunde 4. Das Lämmchen 5. Besuch aus USA 6. Majestäten 7. Der Pianist 8. Mein Freund Uwe 9. Die Schwestern 10. Verlobung in Linz 11. Das Mädchen Lilian 12. Happy-End mit Hindernissen 13. Der Nachwuchs |